# Charlie Wurz
Pour les articles homonymes, voir Wurz.
Charlie Wurz, né le 2 décembre 2005 à Monte-Carlo (Monaco), est un pilote automobile autrichien. Il participe actuellement au championnat de Formule 3 FIA. Il est également le fils aîné de l'ancien pilote de Formule 1 Alexander Wurz.

## Biographie

### Débuts en monoplace

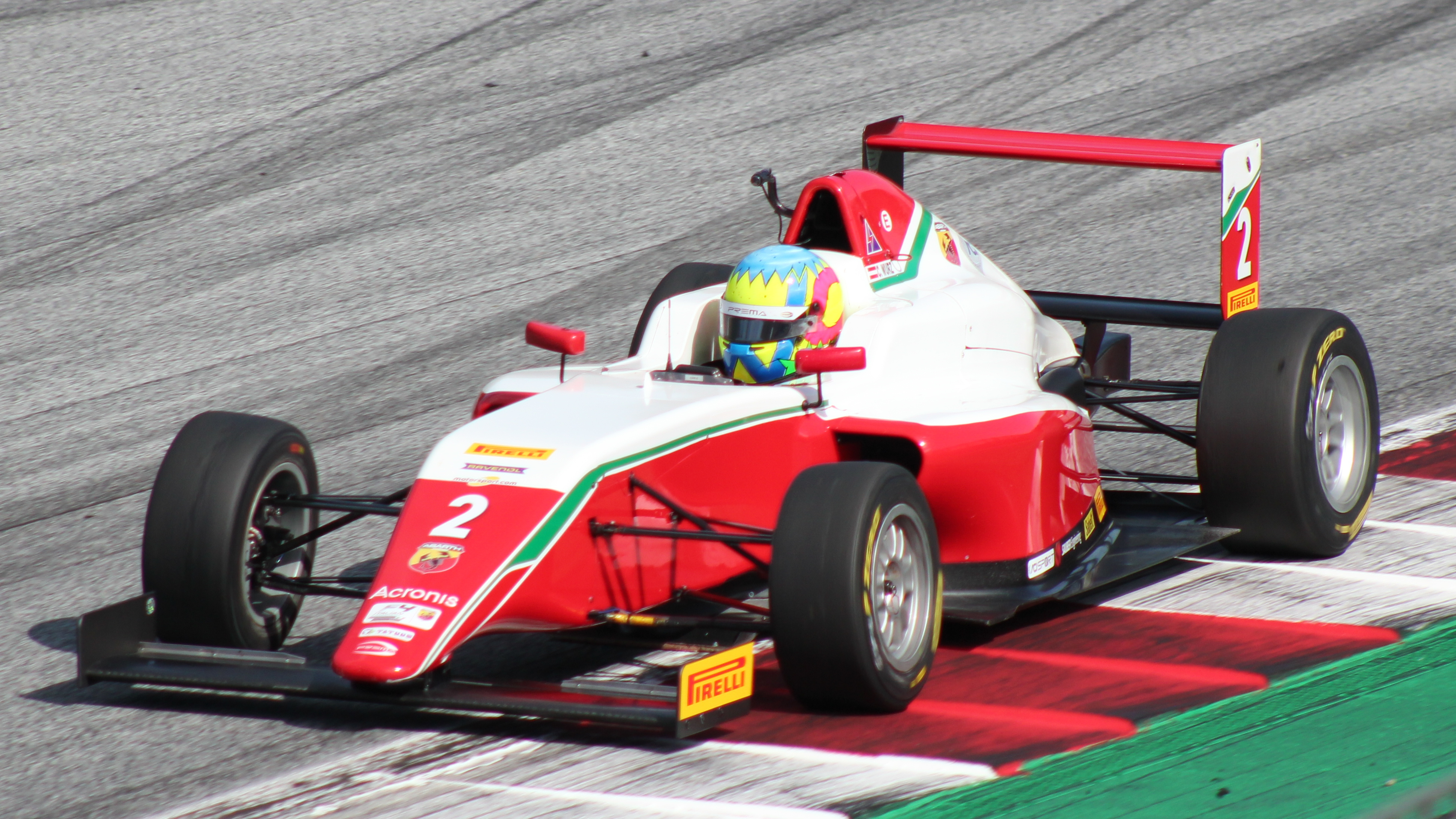
Charlie Wurz en Formule 4 italienne en 2021 à Spielberg.

Depuis 2017, Charlie Wurz dispute diverses compétition de karting à travers l'Europe. En 2021, Wurz fait ses débuts en monoplace. Grâce à ces résultats, il est pressenti pour rejoindre la Ferrari Driver Academy mais cela ne se fera finalement pas. Il dispute d'abord deux courses dans le championnat d'Europe Centrale de Formule 4 avant de rejoindre le championnat d'Italie de Formule 4 avec Prema Powerteam. Il dispute les deux dernières manches à Vallelunga et au Red Bull Ring. Il termine à la vingtième place du championnat avec 20 points.

### Confirmation en Formule 4
Début 2022, Il rejoint ensuite le Championnat des Émirats arabes unis, toujours soutenu par Prema. Un mois plus tôt, il remporte le Trophy Round sur le Circuit Yas Marina avec le meilleur tour,. Il remporte deux victoires, réalise trois pole positions et deux meilleurs tours en course, et monte sur dix podiums,,. Il remporte le titre avec 255 points. Il re-signe avec Prema pour disputer les championnats allemand, et italien,. Il dispute également trois courses du championnat espagnol avec Campos Racing où il se classe quinzième avec 25 points. Il termine quatrième du championnat italien avec 200 points et une victoire, et septième du championnat allemand avec 111 points.

### Ascension en Formule Régionale
En 2023, Charlie Wurz monte en Formule Régionale et rejoint le nouveau championnat d'Océanie de Formule Régionale pour l'hiver avec M2 Compétition. Le 1er février, il est confirmé par ART Grand Prix pour disputer la saison européenne. Sa saison s'avère toutefois très compliquée puisqu'il n'inscrit qu'un seul point durant la première moitié de sa campagne. Ne parvenant pas à progresser, il quitte le championnat après avoir disputé dix courses et se classe vingt-sixième du championnat avec un seul point.

### Transition en Euroformula Open

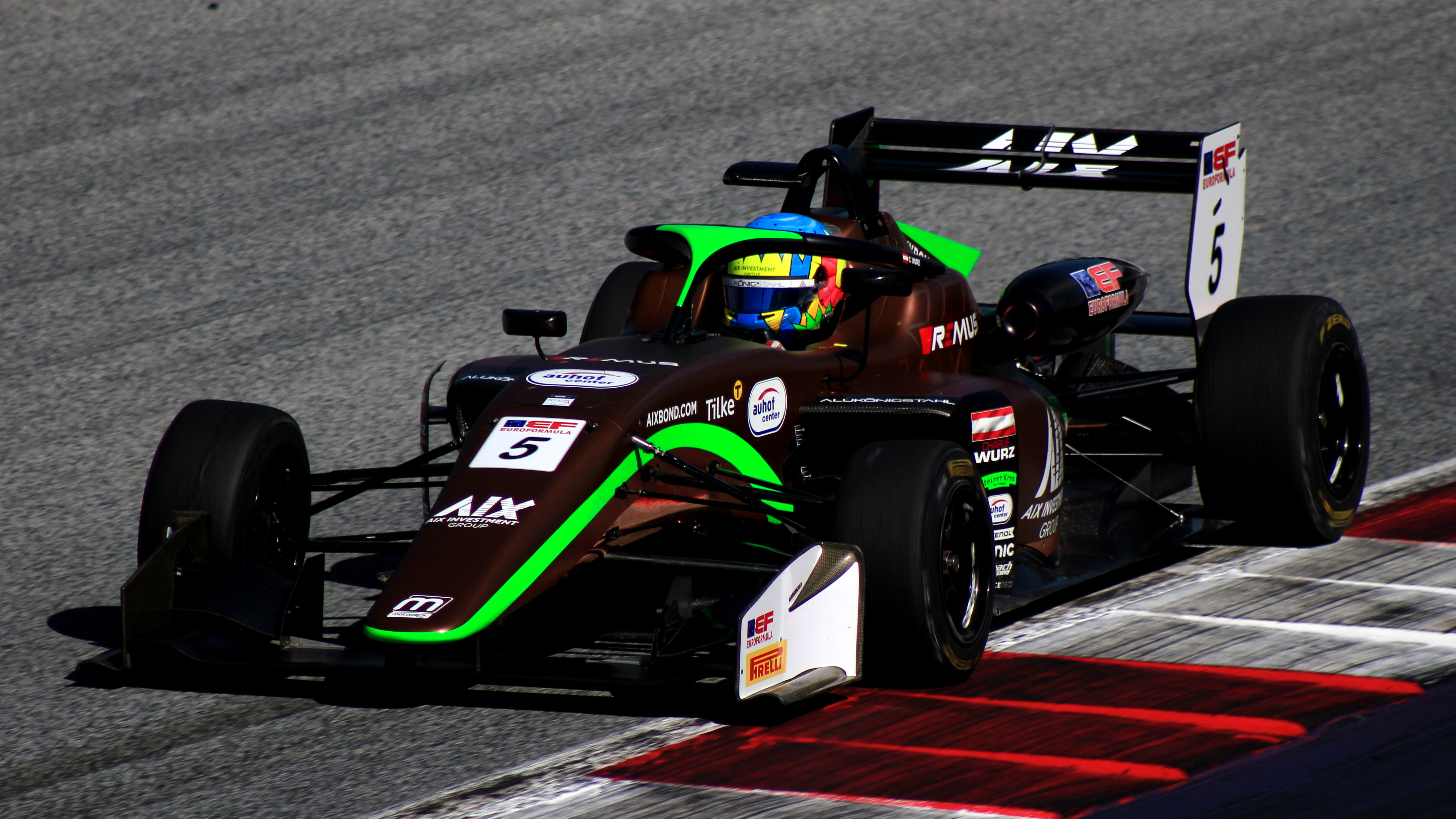
Charlie Wurz en Euroformula Open en 2023 à Spielberg.

Après avoir quitté la Formule Régionale, Wurz rejoint l'Euroformula Open pour la seconde partie de saison au sein de l'écurie CryptoTower Racing. Il décroche son premier podium lors de son premier week-end au Red Bull Ring puis enchaîne avec un double podium dont une victoire à Monza. Deux autres podiums suivent à Barcelone. Ce passage réussi permet au pilote autrichien de se classer sixième du championnat avec 139 points.

### Promotion en Formule 3 FIA

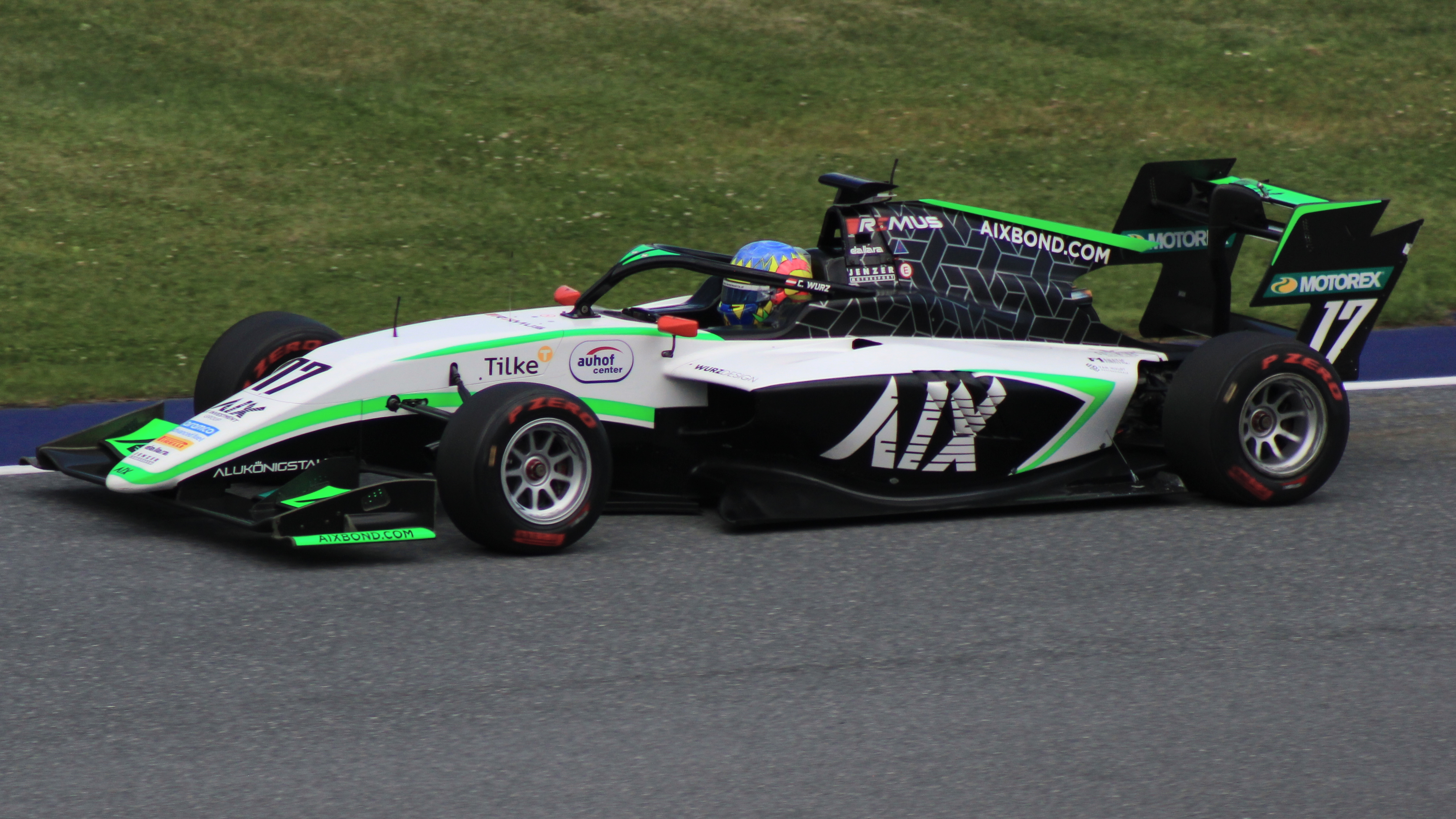
Charlie Wurz en Formule 3 FIA en 2024 à Spielberg.

En octobre 2023, Wurz participe aux essais d'après saison de la Formule 3 FIA avec l'écurie Jenzer Motorsport,. Le 31 janvier 2024, il est officiellement confirmé au sein de l’écurie suisse, pour la saison 2024.

## Carrière

### Résultats en monoplace
| Saison | Championnat                                      | Écurie                    | Courses | Victoires | Pole positions | Meilleurs tours | Podiums | Points | Classement |
| ------ | ------------------------------------------------ | ------------------------- | ------- | --------- | -------------- | --------------- | ------- | ------ | ---------- |
| 2021   | Formule 4 UAE Trophy Round                       | Abu Dhabi Racing by Prema | 1       | 1         | 0              | 1               | 1       | -      | 1er        |
| 2021   | Formule 4 Europe Centrale                        | pas d'écurie              | 2       | 0         | ?              | ?               | 0       | 13     | 12e        |
| 2021   | Championnat d'Italie de Formule 4                | Prema Powerteam           | 6       | 0         | 0              | 0               | 0       | 20     | 20e        |
| 2022   | Championnat des Émirats arabes unis de Formule 4 | Prema Powerteam           | 20      | 2         | 3              | 2               | 10      | 255    | Champion   |
| 2022   | Championnat d'Italie de Formule 4                | Prema Powerteam           | 20      | 1         | 1              | 0               | 6       | 200    | 4e         |
| 2022   | Championnat d'Allemagne de Formule 4             | Prema Powerteam           | 12      | 0         | 0              | 0               | 3       | 111    | 7e         |
| 2022   | Championnat d'Espagne de Formule 4               | Campos Racing             | 3       | 0         | 0              | 0               | 1       | 25     | 15e        |
| 2023   | Formule Régionale Océanie                        | M2 Competition            | 15      | 4         | 4              | 1               | 7       | 343    | Champion   |
| 2023   | Formule Régionale Europe                         | ART Grand Prix            | 10      | 0         | 0              | 0               | 0       | 1      | 26e        |
| 2023   | Euroformula Open                                 | CryptoTower Racing        | 11      | 1         | 1              | 3               | 5       | 139    | 6e         |
| 2024   | Formule 3 FIA                                    | Jenzer Motorsport         | 20      | 0         | 0              | 0               | 0       | 10     | 22e        |
| 2025   | Formule 3 FIA                                    | Trident                   | 17      | 0         | 0              | 0               | 2       | 53     | 10e        |